# Buglossoides zollingeri
Buglossoides zollingeri là loài thực vật có hoa trong họ Mồ hôi. Loài này được (A.DC.) I.M.Johnst. mô tả khoa học đầu tiên năm 1954.